# Abaris tachypoides
Abaris tachypoides es una especie de escarabajo del género Abaris, familia Carabidae. Fue descrita científicamente por Bates en 1871.
Se distribuye por Brasil. Es de color marrón brillante, cabeza ancha con ojos prominentes.